# 드라큘라 (2013년 드라마)
드라큘라(영어: Dracula)는 2013년부터 2014년까지 NBC에서 방영된 미국과 영국의 합작 텔레비전 공포 드라마이다. 콜 해던(Cole Haddon)이 브램 스토커의 소설 드라큘라를 원작으로 재창조한 작품으로서, 미국인 사업가로 위장한 드라큘라가 영국 런던에 와서 겪는 이야기를 다룬다. 조너선 리스 마이어스, 제시카 디가우, 토마스 크레치만, 케이티 맥그래스 등이 출연한다.
헝가리 부다페스트에서 촬영되었으며, 《덱스터》, 《뉴욕 특수수사대》, 《튜더스》 등의 드라마를 감독한 경력이 있는 스티브 실이 파일럿을 감독했다.

## 배역
- 조너선 리스 마이어스 - 드라큘라 / 알렉산더 그레이슨
- 제시카 디가우 - 미나 머레이 / 일로나
- 토마스 크레치만 - 에이브러햄 반 헬싱
- 빅토리아 스머핏 - 레이디 제인 웨더비
- 올리버 잭슨코언 - 조너선 하커
- 논소 아노지 - 렌필드
- 케이티 맥그라 - 루시 웨스턴라
- 타머 해선 - 카하 류마